# Чамсулвараев, Чамсулвара Багомедович
Чамсулвара Багомедович Чамсулвараев (6 сентября 1984, Урахи, Дагестанская АССР, РСФСР, СССР — 22 сентября 2016, Мосул, Ирак) — российский и азербайджанский борец вольного стиля. Заслуженный мастер спорта России. Чемпион Европы. Обладатель Кубка мира. Чемпион Азербайджана 2011 года. Участник Олимпиады в Пекине.

## Биография
По национальности — даргинец. В середине 2000-х годов принял гражданство Азербайджана и далее выступал уже за эту страну. На чемпионате мира 2007 года в Баку завоевал бронзовую медаль и тем самым добыл для Азербайджана олимпийскую лицензию. На Олимпиаде в Пекине, проиграв в 1/8 финала Мураду Гайдарову, представлявшему Белоруссию и выбыл из турнира. В 2009 году завоевал золото чемпионата Европы в весовой категории до 74 килограммов. Также в его активе серебряная медаль мирового первенства.
Решил уйти из спорта в 2014 году, после чего присоединился к боевикам «Исламского государства». Был убит в Ираке в результате удара беспилотника в районе Мосула.